# Doba
Doba ili mjerna jedinica je dio takta. Doba može biti nenaglašena i naglašena. 
Združivanjem jednostavnih mjera nastaju nove mjere koje pridonose raznolikosti glazbenih djela. Spojimo li dvije dvodobne ili dvije trodobne mjere, dobit ćemo složenu mjeru. Možemo spojiti i više jednostavnih mjera kako bi dobili složenu.
Broj doba u taktu očitavamo prema gornjem broju u oznaci za mjeru. Dobe mogu biti teške i lake. 

## Naglašavanje doba u četvrtinskim mjerama
- U dvočetvrtinskoj mjeri prva doba je naglašena, a druga nenaglašena.
- U tročetvrtinskoj mjeri prva doba je naglašena, a druga i treća nisu.
- U četveročetvrtinskoj mjeri prva doba je najnaglašenija, treća je naglašena malo manje, a druga i četvrta nisu naglašene.